# Eleccions legislatives luxemburgueses de 1951
Les eleccions legislatives luxemburgueses de 1951 se celebraren el 1951, per a renovar els 52 membres de la Cambra de Diputats de Luxemburg. Va vèncer el Partit Popular Social Cristià del Pierre Dupong, qui fou nomenat primer ministre.

## Resultats
| ← Eleccions legislatives luxemburgueses, 1951 → |                                            |   |            |        |            |
| Partit                                          | Partit                                     | % | Diferència | Escons | Diferència |
|                                                 | Partit Popular Social Cristià (CSV)        |   |            | 21     |            |
|                                                 | Partit Socialista dels Treballadors (LSAP) |   |            | 19     |            |
|                                                 | Grup Democràtic (DG)                       |   |            | 8      |            |
|                                                 | Partit Comunista de Luxemburg (KPL)        |   |            | 4      |            |
|                                                 | Altres                                     |   |            | 0      |            |
| Total                                           | Total                                      |   |            | 52     | —          |
| Font: Centre Informatique de l'État             |                                            |   |            |        |            |